# Những kẻ thiện tâm
Những kẻ thiện tâm (tiếng Pháp:  Les Bienveillantes) là tiểu thuyết được viết bằng tiếng Pháp của nhà văn Mỹ Jonathan Littell. Cuốn sách là những câu chuyện do một nhân vật giả tưởng Maximilien Aue đã từng tham gia vào các cuộc tàn sát người Do Thái trên quy mô lớn dưới thời Đức quốc xã trong vai trò sĩ quan SS kể lại.
Cuốn tiểu thuyết dày 900 trang, được chia làm 7 chương, mỗi chương được xây dựng dựa theo tiết tấu và mang tên một khúc nhạc của nhạc sĩ Johann Sebastian Bach.
Tác phẩm đã giành được giải Grand Prix du roman de l'Académie française và giải Goncourt năm 2006.
Những kẻ thiện tâm được Cao Việt Dũng dịch từ tiếng Pháp sang tiếng Việt và do công ty Nhã Nam liên kết với nhà xuất bản Hội Nhà Văn phát hành cuối năm 2007.

## Nội dung
Maximilien Aue, cựu sĩ quan SS hiện đang là giám đốc một nhà máy sản xuất đăng ten ở một thành phố miền Bắc nước Pháp. Maximilien Aue có một cuộc sống ổn định bên cạnh vợ con. Hắn tự nhận mình là "một nhà máy sản xuất kỷ niệm thực sự" và viết lại câu chuyện cuộc đời mình. Với tư cách là người trong cuộc, nhân vật chính không tìm cách tự chứng minh hay giải thích cho những hành động của mình, nhưng hắn nhấn mạnh đến cuộc sống của những tên đao phủ và khẳng định rằng số phận đó có thể là số phận của tất cả những ai mà Maximilien gọi là "những anh em con người".
Độc giả theo bước chân Aue đến mặt trận phía Đông ở Ukraina tại vùng Caucase và Krym. Tác giả miêu tả những cuộc thảm sát người Do Thái và những người Bolshevik công khai ở phía sau mặt trận. Hắn phạm một số sai lầm và bị cấp trên chuyển tới nhận trách nhiệm tại Stalingrad - nơi Aue đã bị một viên đạn bắn xuyên qua đầu nhưng đã thoát chết như có một phép màu. Sau biến cố này, hắn được cho đi dưỡng thương ở đảo Usedom, Berlin và Pháp. Không ngờ rằng vào đúng những ngày đó, mẹ và dượng của Aue đã bị sát hại tại nhà ở Antibes.
Khi hồi phục hoàn toàn sức khỏe, Aue tham gia vào bộ máy chính quyền của Heinrich Himmler và đóng vai trò tích cực trong việc tối đa hóa "khả năng sản xuất" của những tù nhân Do Thái. Đối với Aue, những cuộc thảm sát người Do Thái chỉ đơn giản là một sai lầm chứ không phải là một tội ác. Theo sát mỗi bước hành động của Aue là hai nhân viên mẫn cán của ngành tư pháp đi điều tra cái chết của mẹ và dượng của Aue. Những "đại diện công lý" này không ngừng theo đuổi và tìm cách bằng chứng chống lại Aue.
Cuộc chiến tranh dần đi đến hồi kết, quân đội Đức thua trận. Nhưng Aue với sự độc ác và trí thông minh của hắn đã giúp hắn tồn tại. Câu chuyện kết thúc với những bí ẩn mập mờ không được giải đáp.

## Đánh giá
Ngoài việc thắng hai giải văn học có tiếng nhất tại Pháp (Grand Prix du roman de l'Académie française và Prix Goncourt), Những kẻ thiện tâm được đánh giá cao trong báo giới văn học Pháp. Le Figaro gọi Littell "người của năm" (homme de l'année), và tuần báo Le Point nói rằng quyển sách đã "nổ tung vào đồng bằng ảm đạm của mùa thu văn học như một sao băng" Chủ bút của phần văn học của tờ Nouvel Observateur cho rằng đây là "một quyển sách vĩ đại."
Những phê bình của tác phẩm nhắc đến văn phong; một nhà phê bình cảm thấy đây là một bước ngược lại từ tiểu thuyết hiện đại, một lối văn phong phù hợp hơn cho thế kỷ 19. Sau khi được dịch ra tiếng Đức, tác phẩm đã gây nhiều tranh luận, trong đó Littell bị cáo buộc là "một kẻ bán sách khiêu dâm và bạo lực." Một số khác phê bình từ khía cạnh lịch sử: một sử gia gọi tiểu thuyết là một "quyển sách kỳ quái...đầy dẫy sai sót và sự sai niên đại về văn hóa Đức thời chiến," trong khi một người khác gọi quyển sách là "một trò đùa khổng lồ."
Khi được xuất bản bằng tiếng Anh vào đầu năm 2009, Những kẻ thiện tâm nhận phê bình lẫn lộn. Michiko Kakutani, nhà phê bình đoạt giải Pulitzer của tờ The New York Times, đánh giá tiểu thuyết "khích động có chủ ý và cố ý làm ghê tởm", và đồng thời đặt câu hỏi về "sự đồi trụy" của giới văn học Pháp trong việc vinh danh tiểu thuyết này. Mặt khác, sử gia Anh Antony Beevor, trong một bài phê bình trên tờ The Times, gọi nó là "một tác phẩm văn học hư cấu vĩ đại, một tác phẩm mà độc giả và học giả sẽ quay tới trong nhiều thập niên trong tương lai."  Giáo sư Anh ngữ tại Đại học Harvard Leland de la Durantaye viết rằng "cốt truyện chính hiện thực tỉ mỉ của Những kẻ thiện tâm được cấu tạo và viết một cách tài giỏi" Phóng viên từ Paris của tờ The Observer, Jason Burke, ca ngợi quyển sách, viết rằng "Những kẻ thiện tâm được thành công là nhờ chất lượng của nó. Không kể đến đề tài gây tranh cãi, đây là một tiểu thuyết mạnh mẽ khác thường..."